# Бейтар
Бейтар  (івр. בית"ר — абревіатура від івр. בְּרִית יוֹסֵף טְרוּמְפֶּלְדוֹר, Брит Йосеф Трумпельдор — «Союз Йосефа Трумпельдора») — молодіжна сіоністська організація, створена у Ризі 1923 року.

## Ідеологія

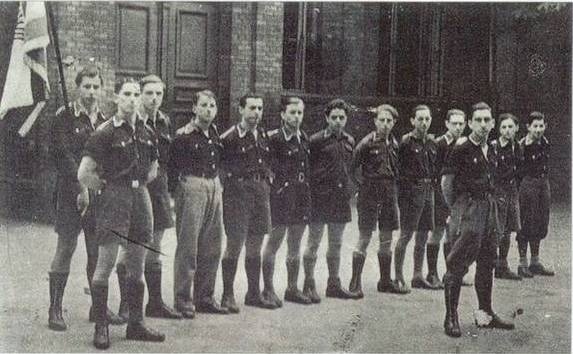
Представники берлінського відділення Бейтару, 1936 рік

Ідеологія «Бейтару» сформувалась під впливом заклику Зеєва Жаботинського створити єврейську законну армію для захисту єврейського населення підмандатної Палестини. «Бейтар» виховував у своїх членів прагнення особисто реалізовувати піонерсько-халуціанські ідеї й активно брати участь у єврейській самообороні. Втілення таких ідей члени «Бейтару» вбачали в особі Йосефа Трумпельдора.
Своєю політичною метою та єдиним прийнятним розв'язанням єврейського питання «Бейтар» вважав створення єврейської держави на обох берегах Йордану. Його ідеологічним принципом був монізм: єдиний прапор (біло-блакитний), єдиний гімн («га-Тіква») та єдиний сіоністський світогляд, вільний від впливу будь-якої іншої ідеології, наприклад, соціалістичної.

## Історія
«Бейтар» було створено 1923 року у Ризі та названо на честь героя сіоністського руху першої половини XX століття Йосефа Трумпельдора. Засновником та першим керівником руху був Аарон Пропес, група була близькою до Зеєва Жаботинського й остаточно сформувалась після зустрічі з ним.
Майже одночасно було створено відділення «Бейтару» у Литві, Румунії, Польщі. Перший з'їзд усіх керівників руху відбувся у Варшаві у січні 1928 року та обрав Жаботинського головою руху, Пропес зберіг за собою повноваження комісара (фактичного керівника); перший міжнародний з'їзд представників «Бейтару» відбувся у Данцигу у липні 1931 року. 1939 командиром Бейтару Польщі став майбутній прем'єр-міністр Ізраїлю Менахем Бегін.
Поряд з іменем Трумпельдора, назва «Бейтар» має ще одне значення — так називалась остання фортеця єврейських повстанців під керівництвом Шимона Бар-Кохби, яку римські війська прокуратора Юлія Севера захопили 135 року.
Починаючи з 1948 року, Бейтар був пов'язаний з політичним рухом «Херут», а пізніше — з «Лікудом» та|Новим Херутом. Нині «Бейтар» — ідеологічно права молодіжна організація, не пов'язана з жодними політичними рухами чи партіями. Налічує понад 40 000 членів з 24 країн.